# Санту-Амару (станція метро і CPTM)
Санту-Амару (порт. Estação Santo Amaro) — станція метро Сан-Паулу (Лінія 5) і системи приміських поїздів Великого Сан-Паулу CPTM (Лінія 9), розташована в окрузі Санту-Амару міста Сан-Паулу. Залізничну станцію було відкрито в 26 січня 1986 року, в 1996 році вона перейшла до CPTM, а в 2002 році, після проведення сюди метро, об'єднана з ним.